# Hippodrome de Rambouillet
 (juillet 2017).
Si vous disposez d'ouvrages ou d'articles de référence ou si vous connaissez des sites web de qualité traitant du thème abordé ici, merci de compléter l'article en donnant les références utiles à sa vérifiabilité et en les liant à la section « Notes et références ».
L'hippodrome de Rambouillet, également appelé « hippodrome de la Villeneuve » est un champ de courses situé en bordure de la forêt à Rambouillet (Yvelines).

## Historique
Les premières courses organisées sur l’hippodrome  de la Villeneuve datent de 1890 lors d’une unique réunion le 6 octobre. Le programme est alors consacré uniquement aux chevaux d’obstacles.  Il faut attendre l’année suivante pour assister aux courses de plat. Jusqu’en 1913, le calendrier des courses ne comporte que trois réunions.
En 1898, les dirigeants décident l’aménagement de tribunes et achètent celles de la Société des courses de Berck-sur-Mer. 
En 1914, guerre oblige, l’activité hippique de Rambouillet est mise en sommeil pendant six ans. À la reprise des courses, en 1921, les statuts ont changé. En effet, la nouvelle Société des courses de Rambouillet s’est constituée sous forme de société anonyme dont le gérant était Jean Savard, un mécène comme les courses n’en ont plus. L’hippodrome est alors en location. 
Pendant la Seconde Guerre mondiale, les réunions sont encore annulées et ne reprennent qu’en 1945. 
Trois ans plus tard, la Société de Sport de France devient propriétaire du terrain qui appartenait en partie à Jean Savard. Dès lors, les destinées des Sociétés de Rambouillet et du Sport de France sont étroitement  liées. Celle-ci  met gracieusement à la disposition de la Société de Rambouillet son hippodrome et assure également la gestion et l’organisation des réunions de courses. Créé par deux sociétés d’amateurs, Rambouillet se devait d’être l’hippodrome des amateurs.
Les disciplines de plat, d’obstacle et de trot y sont alors pratiquées avec des courses réservées aux amateurs du Club des Gentlemen-riders pour le galop et du Club des Gentlemen du Trotting pour le trot.
Pour une meilleure exploitation de ses sites, la Société de Sport de France décide, en 1991, de consacrer l’activité des courses organisée sur l’hippodrome de Rambouillet à la spécialité du trot, en y développant des courses réservées aux professionnels de cette discipline.
En fusionnant avec d’autres sociétés mères du galop, la Société de Sport de France devenue France Galop décide, en 1996, de se séparer de l’hippodrome de Rambouillet.
La Société d’Encouragement à l’élevage du Cheval Français, devenue propriétaire de l’hippodrome, établit une convention tripartite précisant les rapports entre les trois partenaires que sont la Société des courses de Rambouillet, la Ville, très impliquée avec M. Larcher dans le succès de l’hippodrome, et elle-même.
Il y a actuellement neuf réunions de courses de trotteurs dont une Premium. De très bons chevaux et les meilleurs entraineurs et drivers viennent courir sur l’hippodrome de la Villeneuve.
Depuis 1949, la présidence de la Société des Courses a été assurée par : le marquis de Jumilhac ; le général  de Saint-Didier ; Ferdinant Riant ; le colonel Poirier ; François Vorimore ; Eric Poisson et depuis 2016 Bernard Marie.
Quelques dates :
1890 : première réunion de courses sur l’hippodrome consacrée à l’obstacle.
1891 : première course de plat.
1948 : la Société de Sport de France devient propriétaire de l’hippodrome.
1949 à 1990 : les courses sont consacrées aux trois spécialités pour les amateurs (plat, obstacle, trot).
1949 à 1961 : deux réunions de courses par an.
1962 à 1965 : une réunion supplémentaire chaque année.
1966 à 1980 : sept réunions par an.
1980 à 1998 : neuf réunions par an.
1991 : l’hippodrome se consacre uniquement à la spécialité du trot.
1997 : la Société d’Encouragement à l’Elevage du Cheval français devient propriétaire de l’hippodrome.

## Description
L'hippodrome de Rambouillet est l'un des 17 hippodromes de la Fédération régionale des Courses hippiques d'Île-de-France et de Haute-Normandie. Il est inauguré en 1890.

## Caractéristiques techniques
Sur un site de 40 hectares, jouxtant la forêt, l’hippodrome vous accueille pour 9 réunions de courses de trot attelé et monté sur une piste en herbe de 1800 mètres, corde à gauche.
Il est doté d'une grande salle de paris, d'un bar, d'un restaurant et d'une friterie.
Un vaste parking gratuit et des tribunes sont à la disposition du public.
Vaste parking également pour les professionnels ainsi que des boxes et de nombreuses stalles. Douches avec eau chaude pour les chevaux.

## Courses
C'est un hippodrome de 1re catégorie depuis le 1er janvier 2019. 
Il accueille 9 réunions de courses au trot chaque année dont une réunion de courses premium (avec paris PMU).

Le programme de courses, organisé par la SECF, est réparti sur deux distances : 2 000 mètres et 2 800 mètres.

## Accès à l'hippodrome
L'hippodrome se situe rue du Petit-Gril, 78120 Rambouillet.